# Ruthard Stachowske
Ruthard Stachowske (* 1957 in Wachtendonk/Niederrhein) ist ein deutscher Kinder- und Jugendlichenpsychotherapeut und Sozialpädagoge.

## Leben
Ruthard Stachowske wurde 1957 in Wachtendonk/Niederrhein geboren, er ist verheiratet, Vater von drei Kindern und lebt heute in Lüneburg.
- 1989–1994 Studium der Sozialpädagogik an der Universität Lüneburg mit dem Abschluss Diplom-Sozialpädagoge.
- 1999 Approbation zum Kinder- und Jugendlichenpsychotherapeut.
- 1997–2001 Dissertation zum Thema „Mehrgenerationale Entwicklung drogenabhängiger Lebensentwürfe“ an der Universität Lüneburg
- 1993–2011 Leiter der Therapeutischen Gemeinschaft Wilschenbruch, einer familienorientierten Drogen- und Jugendhilfeeinrichtung des Vereins Jugendhilfe e. V. Lüneburg mit insgesamt 53 stationären Therapieplätzen in Lüneburg.
- Ab 2005 Hilfen für Tsunami-Flutopfer, Tsunami-Waisen und Traumatherapie in Chennai Süd-Indien.
- Seit 2007 Honorarprofessor an der Evangelischen Hochschule für Soziale Arbeit in Dresden[1].

Stachowske betreibt eine Praxis für Psychotherapie in Lüneburg und ist Gesellschafter des Institutes für mehrgenerationale Forschung und Therapie, ImFT in Lüneburg, einem Mitgliedsinstitut der Systemischen Gesellschaft. Er ist Leiter der Ausbildung Systemische Beratung, zertifiziert durch die Systemische Gesellschaft (SG), und der Ausbildung Systemische/r Familienberater/in nach den Richtlinien der Systemischen Gesellschaft am Institut für mehrgenerationale Forschung und Therapie ImFT.

## Wissenschaftliche Schwerpunkte
- Kinder – Familie – Sucht
- Drogenabhängigkeit und Familien (-Geschichte)
- Methoden und Konzepte der familienorientierten Suchtkrankenhilfe
- ICD und ICF
- Biografie- und Erinnerungsarbeit
- vor- und nachgeburtliche Entwicklung von Kindern von abhängigkeitskranken Eltern

## Schriften (Auswahl)
- Familienorientierte stationäre Drogentherapie. 1994, ISBN 978-3-87581-139-1
- Die mehrgenerationale Entwicklung drogenabhängiger Lebensentwürfe.[6]
- Mehrgenerationentherapie und Genogramme in der Drogenhilfe: Drogenabhängigkeit und Familiengeschichte.[7] 2002, ISBN 978-3-89334-379-9
- Drogen, Schwangerschaft und Lebensentwicklung der Kinder: Das Leiden der Kinder in drogenkranken Familien.[8] 2007, ISBN 978-3-89334-489-5
- Sucht und Drogen im ICF-Modell: Neue Erklärungsansätze zu Entwicklung und Therapie der Abhängigkeit von Drogen: Genogramm-Analysen in der Therapie von AbhängigkeitGenogramm-Analysen in der Therapie von Abhängigkeit. 2008, ISBN 978-3-89334-478-9
- Schwangerschaft und Kindesmisshandlungen 2014, Ruthard Stachowske in „Trauma – Zeitschrift für Psychotraumatologie und ihre Anwendungen“ Jg. 12, Heft 3, Asanger Verlag.
- Sucht und Abhängigkeit bei Kindern, Jugendlichen und jungen Erwachsenen: Ein Grundlagenwerk für die therapeutische Praxis 2018, ISBN 978-3-89334-627-1